# سیاست در قطر
نظام سیاسی قطر یا پادشاهی مطلقه یا یک پادشاهی مشروطه است، که در آن امیر قطر رئیس کشور و رئیس دولت است. طبق قانون اساسی که در همه‌پرسی سال ۲۰۰۳ به تصویب رسید، نظام سیاسی باید پادشاهی مشروطه باشد، هرچند انتخابات مجلس شورای قطر یک به تعویق افتاد و تاکنون برگزار نشده‌است. طبق این قانون اساسی، شریعت اسلامی باید منبع اصلی قانونگذاری قطر باشد.

## نظام حقوقی
طبق قانون اساسی قطر قانون شریعت منبع اصلی قانونگذاری در این کشور است. قوانین شریعت در مورد مسائل مربوط به حقوق خانواده، ارث، و بسیاری از حقوق کیفری (از جمله زنا، سرقت و قتل) اعمال می‌شود. در برخی موارد در دادگاه‌های خانواده مبتنی بر شریعت، شهادت زن نصف ارزش شهادت مرد را دارد و در بعضی موارد اصلاً شاهد زن پذیرفته نمی‌شود. در عمل، نظام حقوقی قطر مبتنی بر ترکیبی از قوانین مدنی و قوانین اسلامی است.
شلاق‌زنی در قطر به عنوان مجازات برای شرب خمر یا روابط جنسی غیرشرعی استفاده می‌شود. طبق ماده ۸۸ قانون مجازات قطر، فرد زناکار مستوجب ۱۰۰ ضربه شلاق است. زنای زن مسلمان با مرد غیر مسلمان با مجازات مرگ روبرو می‌شود. در سال ۲۰۰۶ یک زن فیلیپینی به جرم زنا به تحمل ۱۰۰ ضربه شلاق محکوم شد. در سال ۲۰۱۰ حداقل ۱۸ نفر که بیشترشان از اتباع خارجی بودند، به تحمل ۴۰ تا ۱۰۰ ضربه شلاق برای جرایم مربوط به روابط جنسی غیرشرعی یا شرب خمر محکوم شدند. همچنین در سال ۲۰۱۱ حداقل ۲۱ نفر (اکثراً از اتباع خارجی) به ۳۰ تا ۱۰۰ ضربه شلاق برای جرایم مربوط به روابط جنسی غیرقانونی یا مصرف الکل محکوم شدند. در سال ۲۰۱۲، شش مهاجر به تحمل ۴۰ تا ۱۰۰ ضربه شلاق محکوم شدند. این احکام فقط در مورد مسلمانانی که به لحاظ پزشکی توانایی تحمل آن را داشتند صادر شده‌است. در مورد اینکه آیا احکام صادر شده اجرا هم شده‌اند یا نه، اطلاعی در دست نیست. در آوریل ۲۰۱۳، یک مهاجر مسلمان به ۴۰ ضربه شلاق برای شرب خمر محکوم شد. در ژوئن ۲۰۱۴، یک مهاجر مسلمان به ۴۰ ضربه شلاق برای شرب خمر و رانندگی تحت تأثیر الکل محکوم شد.
سنگسار در قطر یک مجازات قانونی به‌شمار می‌رود، هر چند که هرگز مورد استفاده قرار نگرفته است. ارتداد جرمی مستوجب مجازات مرگ است. توهین به مقدسات مجازات حداکثر هفت سال زندان و تبلیغ و تلاش برای تغییر دین مردم می‌تواند مجازات تا ۱۰ سال زندان به همراه بیاورد.  در شریعت اسلامی همجنسگرایی جرم است و در مورد مسلمانان می‌تواند با رضایت برای مردان تا ۵ سال زندان داشته باشد.

### الکل
مصرف الکل در قطر برای غیرمسلمانان آزاد است. برخی از هتل‌های لوکس پنج ستاره مجاز به فروش الکل به مشتریان غیر مسلمان هستند. نوشیدن الکل برای مسلمانان در قطر ممنوع است و افراد منخطی از این قانون محکوم به شلاق می‌شوند. مهاجران غیرمسلمان می‌توانند مجوز خرید الکل برای مصرف شخصی دریافت کنند. شرکت توزیع قطر (شرکت تابعه هواپیمایی قطر) دارای مجوز واردات الکل و گوشت خوک است. این شرکت تنها فروشگاه نوشیدنی‌های الکلی و گوشت خوک کشور را اداره می‌کند و این محصولات را به دارندگان مجوز مصرف الکل می‌فروشد. مقامات قطری تمایل خود را برای صدور مجوز مصرف الکل در محوطه هواداران (Fan zone) در طول جام جهانی فوتبال ۲۰۲۲ ابراز کرده‌اند.
تا پیش از دسامبر ۲۰۱۱ رستوران‌های مروارید قطر (یک جزیره مصنوعی در نزدیکی دوحه) مجاز به سرو نوشیدنی‌های الکلی بودند. اما از آن تاریخ به بعد آنها خواسته شد تا فروش الکل را متوقف کنند. هیچ توضیحی برای اعمال این ممنوعیت داده نشد. گمان برده می‌شود که دلیل این ممنوعیت به تمایل دولت برای ارائه تصویری دینمدار از خود پیش از برگزاری انتخابات مجلس شورای قطر و همچنین شایعات مربوط به اختلاف مالی میان دولت و توسعه‌دهندگان این استراحتگاه مرتبط بوده باشد.

### حجاب
قطر در سال ۲۰۱۴ پویش عفاف را برای یادآوری لباس مناسب به گردشگران را راه‌اندازی کرد. به گردشگران زن توصیه می‌شود که از پوشیدن ساپورت، مینی‌ژوپ و لباس‌های تنگ خودداری کنند. همچنین به مردان توصیه می‌شود شلوار کوتاه و شلوارک نپوشند.
بر اساس مقررات پشتیبان‌های ویزا در قطر، پشتیبان‌ها (کارفرمایان مهاجران خارجی) به صورت یکجانبه توانایی لغو مجوز اقامت کارگران، سلب اختیار از کارگران برای تغییر کارفرمای خود، گزارش کارگر به پلیس به عنوان «متواری»، و ممنوع‌الخروج کردن کارگران را دارند. در نتیجه، ممکن است کارفرمایان ورود و خروج کارگران از کشور را محدود کنند و کارگران هم ممکن است از گزارش سوءاستفاده ادعای حق و حقوق خود بترسند. طبق نظر کنفدراسیون بین‌المللی اتحادیه‌های کارگری، سیستم پشتیبانی از ویزا با دشوار کردن ترک کارفرمای سوء استفاده‌گر و سفر به خارج از کشور برای کارگران مهاجر، اجازه می‌دهد تا کارگران وادار به کار اجباری شوند. قطر همچنین استانداردهای دستمزد را برای کارگران مهاجر خود اعمال نمی‌کند. در تلاش برای بهبود شرایط کارگران، قطر به دی‌ال‌ای پایپر، مشاور حقوقی بین‌المللی، برای تهیه گزارشی دربارهٔ سیستم کار مهاجرین، مأموریت داد. در ماه مه ۲۰۱۴ دی‌ال‌ای پایپر بیش از ۶۰ توصیه برای اصلاح سیستم پشتیبانی از ویزا از جمله لغو ویزای خروج و اعمال حداقل دستمزد ارائه کرد. قطر متعهد به اجرای توصیه‌ها شده‌است. این قانون در سال ۲۰۲۰ توسط امیر قطر لغو شد و کارگران می توانند بدون نظر کارفرما خود مجوز اقامت خود را لغو کنند.

## قوه مجریه
پس از استقلال قطر در سال ۱۹۷۱، خانواده سلطنتی آل ثانی قدرت خود را حفظ کردند. امیر رئیس دولت قطر است و حق حکومت متعلق به خانواده آل ثانی است. از نظر سیاسی، قطر در حال تغییر از یک جامعه سنتی به یک دولت رفاه مدرن است. نهادهای دولتی برای نیل به ملزومات پیشرفت اجتماعی و اقتصادی ایجاد شده‌اند. قانون اساسی ۱۹۷۰ قطر که نشات گرفته از سنن محلی و فرهنگ محافظه‌کار اسلامی بود، قدرت برتر را در اختیار امیر قرار داد. نقش امیر تحت متأثر از سنت‌های رایج از جمله مشاوره، حکومت بر اساس اجماع و محترم شمردن حق شهروندان برای درخواست شخصی از امیر است. امیر، در حالی که مستقیماً به هیچ‌کس پاسخگو نیست، نمی‌تواند احکام اسلامی را نقض کند، و در عمل باید دیدگاه‌های علمای برجسته و نهادهای مذهبی را در نظر بگیرد. جایگاه آنها در مجلس شورا که یک نهاد انتصابی است پیش‌بینی شده‌است که به امیر در تنظیم سیاست‌هایش کمک می‌کند. 
در فوریه ۱۹۷۲، شیخ خلیفه بن حمد آل ثانی، ولیعهد و نخست‌وزیر وقت، پسرعموی خود، امیر احمد را برکنار کرد و قدرت را در دست گرفت. این حرکت توسط اعضای کلیدی خاندان ثانی پشتیبانی شد و بدون خشونت یا علائم ناآرامی سیاسی رخ داد.
در ۲۷ ژوئن ۱۹۹۵، شیخ حمد بن خلیفه آل ثانی، پدرش شیخ خلیفه را طی یک کودتای بدون خونریزی از پادشاهی خلع کرد. شیخ حمد و پدرش در سال ۱۹۹۶ با هم آشتی کردند. به دنبال به قدرت رسیدن حمد، افزایش آزادی مطبوعات پیگیری شد و شبکه تلویزیونی الجزیره که به عنوان نمونه‌ای از منبع سانسور نشده اخبار در کشورهای عربی به‌شمار می‌رود، در اواخر سال ۱۹۹۶ تأسیس شد. هرچند، این شبکه واکنش‌های منفی بسیاری از دولت‌های عربی را برانگیخته است.
در ۲۵ ژوئن ۲۰۱۳، تمیم بن حمد آل ثانی، پس از اینکه پدرش حمد در یک سخنرانی تلویزیونی از قدرت کناره گرفت، امیر قطر شد.
| مقام     | نام                                | آغاز           |
| -------- | ---------------------------------- | -------------- |
| امیر     | تمیم بن حمد آل ثانی                | ۲۵ ژوئن ۲۰۱۳   |
| نخست‌وزیر | خالد بن خلیفه بن عبدالعزیز آل ثانی | ۲۸ ژانویه ۲۰۲۰ |

## وزارتخانه‌ها
- وزارت امور خارجه
- وزیر کشور برای امور خارجه
- وزیر دفاع
- وزیر کشور
- وزارت بهداشت عمومی
- وزارت انرژی و صنعت
- وزارت شهرسازی و برنامه‌ریزی شهری
- وزارت محیط زیست
- وزارت دارایی
- وزارت فرهنگ، هنر و میراث فرهنگی
- وزارت کار و امور اجتماعی
- وزارت آموزش و پرورش و آموزش عالی
- وزارت اوقاف و امور اسلامی
- دیوان امیری
- اداره ترویج سرمایه‌گذاری
- شورای عالی امور خانواده
- شورای عالی قضایی
- دادستان عمومی
- خبرگزاری قطر - جایگزین وزارت اطلاعات

منبع: وزارت کشور

## مجلس شورا
مجلس شورا دارای ۳۵ عضو انتصابی است که تنها وظایف مشورتی دارند. با این وجود، قانون اساسی سال ۲۰۰۳ قطر خواستار تشکیل مجلس قانونگذاری با ۴۵ کرسی است که از این تعداد تکلیف ۳۰ کرسی باید با انتخابات مشخص شده ۱۵ نماینده هم توسط امیر به عضویت مجلس منصوب شوند. در ۱ آوریل ۲۰۰۶ حمد بن جاسم بن جبر آل ثانی که در آن زمان معاون اول نخست‌وزیر و وزیر خارجه قطر بود، طی بیانیه ای اعلام کرد که انتخابات مجلس در سال ۲۰۰۷ برگزار خواهد شد. این موضوع به تعویق افتاد و یک کمیته مشورتی برای بررسی موضوع ایجاد شد. بعدتر مجلس شورا انتخابات را برای ژوئن ۲۰۱۰ برنامه‌ریزی کرد اما باز هم انتخابات برگزار نشد.
در ماه نوامبر ۲۰۱۱، امیر اعلام کرد انتخابات در سال ۲۰۱۳ برگزار خواهد شد، اما در شب پیش از کناره‌گیری از قدرت، حمد بن خلیفه آل ثانی امیر وقت انتخابات را به تعویق انداخت و عضویت اعضای مجلس را تمدید کرد.
در ماه نوامبر ۲۰۱۷، امیر تمیم بن حمد آل ثانی ۲۸ عضو جدید از جمله چهار زن را به عضویت در مجلس منصوب کرد و عضویت ۱۳ عضو دیگر را تمدید کرد. در حال حاضر ۴۱ نفر به‌طور رسمی در عضویت این مجلس هستند.
دست کم تا سال ۲۰۱۹ انتخاباتی برگزار نخواهد شد.
| اعضا           | کرسی‌ها |
| -------------- | ------ |
| اعضای اعطا شده | ۴۵     |
| جمع            | ۴۵     |

## احزاب سیاسی و انتخابات
قطر در سال ۲۰۰۳ قانون اساسی خود را به همه‌پرسی گذاشت که به شدت مورد حمایت واقع شد. اولین انتخابات شهرداری‌ها با شرکت رای‌دهندگان و نامزدهای مرد و زن در سال ۱۹۹۹ برگزار شد. اولین انتخابات مجلس، برای دو سوم از ۴۵ کرسی شورای قانونگذاری، برای سال ۲۰۱۶ برنامه‌ریزی شده بود. هرچند در ماه ژوئن ۲۰۱۶ این انتخابات به‌طور موقت حداقل تا سال ۲۰۱۹ به تعویق افتاد.
حق رأی در حال حاضر محدود به انتخابات شهرداری و دو سوم کرسی‌های مجلس شورای قطر است و سن رأی‌دهی ۱۸ سالگی تعیین است. به علت دشواری کسب تابعیت قطری، مهاجرین ساکن قطر امکان شرکت در انتخابات را ندارند. شورای شهرداری منتخب هیچ قدرت اجرایی ندارد، اما می‌تواند به وزیر مشاوره دهد.

## حقوق بشر
مقامات قطری کنترل نسبتاً شدیدی بر آزادی بیان دارند. گزارش آزادی در جهان ۲۰۱۹ منتشر شده توسط «خانه آزادی» قطر را به عنوان «غیر آزاد» فهرست می‌کند و در مقیاس ۱ تا ۷ (۱ برای آزادترین کشورها)، به قطر نمره ۶ در آزادیهای سیاسی و ۵ در آزادی‌های مدنی داد. در فهرست شاخص دموکراسی ۲۰۱۸ قطر به عنوان یک «رژیم اقتدارگرا»، با نمره ۳/۱۹ از ۱۰ در بین ۱۶۷ کشور در رتبه ۱۳۳ قرار گرفت.

## تقسیمات کشوری
۸ شهرداری در قطر وجود دارد؛ دوحه، الضعاین، الریان، الخور، الوکره، الشحانیه، الشمال و ام صلال. هر شهرداری مسئولیت‌های اداری حوزه استحفاظی (شهرها و مناطق) خود را به عهده دارد.

## روابط خارجی
در ۱۰ اکتبر ۲۰۰۵، برای اولین بار قطر به مدت دو سال به عضویت غیردائم شورای امنیت سازمان ملل برای دوره ۲۰۰۶–۲۰۰۷ انتخاب شد.
در ماه می ۲۰۰۶، قطر بیش از ۱۰۰ میلیون دلار برای کمک به کالج‌ها و دانشگاه‌های لوئیزیانا در طوفان کاترینا آسیب دیدند اختصاص داد. بخشی از این پول نیز بین خانواده‌هایی که به منازلشان در جریان طوفان آسیب دید توزیع شد.
با ظهور بهار عربی در سال ۲۰۱۱، قطر به حمایت از معترضین در برخی کشورها پرداخت. همچنین قطر به عملیات ناتو در لیبی پیوست و برخی گروه‌های مخالف حکومت وقت را مسلح کرد. قطر همچنین حامی و تأمین کننده مالی برخی گروه‌های شورشی در جنگ داخلی سوریه بوده‌است.
دولت قطر مالک شبکه تلویزیونی الجزیره است. نحوه عملکرد این شبکه به گونه ای بوده‌است که باعث اعتراض برخی همسایگان عرب قطر شده‌است.
قطر در نهادهای بین‌المللی زیر عضو است:
- سازمان ملل متحد
- سازمان تجارت جهانی
- اتحادیه کشورهای عرب
- شورای همکاری خلیج فارس
- سازمان همکاری اسلامی
- گروه ۷۷
- جنبش عدم تعهد
- آژانس بین‌المللی انرژی اتمی
- سازمان منع سلاح‌های شیمیایی
- صندوق بین‌المللی پول
- پلیس بین‌الملل
- نهضت بین‌المللی صلیب سرخ و هلال احمر
- یونسکو
- سازمان توسعه صنعتی ملل متحد
- فائو
- کمیته بین‌المللی المپیک
- بانک عربی برای توسعه اقتصادی آفریقا
- صندوق عرب برای توسعه اقتصادی و اجتماعی
- صندوق پول عربی
- کمیسیون اقتصادی و اجتماعی ملل متحد برای غرب آسیا
- بانک بین‌المللی بازسازی و توسعه
- سازمان بین‌المللی هوانوردی غیرنظامی
- بانک توسعه اسلامی
- صندوق بین‌المللی توسعه کشاورزی
- سازمان آب‌نگاری بین‌المللی (عضو ناظر)
- سازمان بین‌المللی کار
- سازمان بین‌المللی دریایی
- سازمان بین‌المللی ماهواره‌های تلفنی
- اینتل ست
- سازمان بین‌المللی استانداردسازی
- اتحادیه بین‌المللی مخابرات
- سازمان کشورهای عرب صادرکننده نفت
- آنکتاد
- اتحادیه جهانی پست
- سازمان جهانی گمرک
- سازمان جهانی بهداشت
- سازمان جهانی مالکیت فکری
- سازمان جهانی هواشناسی